# Howie Dorough

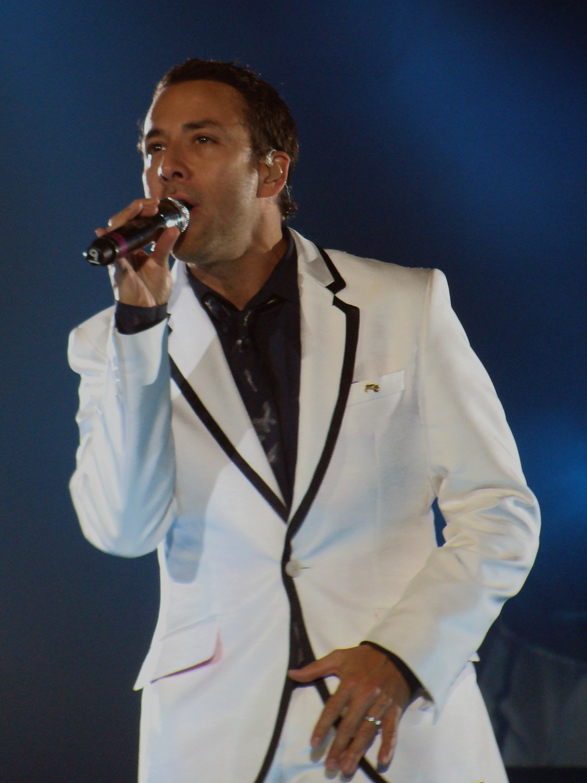
Howie Dorough (2012)

Howard „Howie“ Dwaine Dorough Flores (* 22. August 1973 in Orlando, Florida) ist ein US-amerikanischer Sänger und Mitglied der Boygroup Backstreet Boys.

## Leben
Howie Dorough wurde am 22. August 1973 als jüngstes von fünf Kindern in Orlando geboren. Er hat puerto-ricanische und irische Wurzeln. Um die siebenköpfige Familie ernähren zu können, arbeitete sein Vater Hoke, ein hauptberuflicher Polizist, nach Feierabend als Sicherheitsmann in einer Bank. An den Wochenenden trainierte er Polizeihunde. Doroughs Mutter Paula jobbte nebenbei in der Cafeteria der städtischen Schule.
Seine Bühnenkarriere begann er am Musicaltheater. Seine Schwester Polly-Anna, die selbst in Musicals sang und tanzte, verschaffte dem damals Siebenjährigen seine erste Rolle in dem Musical „The Wizard of Oz“. Ein Jahr später trat er der populären Kinder-Show-Truppe „Show Stoppers“ bei und spielte in verschiedenen Stücken mit. Im Alter von zwölf Jahren bekam er privaten Gesangs- und Tanzunterricht und war Mitglied im städtischen Kirchenchor.
Bei seinem Abschluss an der Edgewater High-School wurde Howie Dorough im Jahrbuch der Schule als „talentiertester Entertainer“ gewürdigt, was ihm ein Stipendium für das Valencia Community College in Orlando einbrachte. Dort studierte er zwei Jahre lang Musik- und Kommunikationswissenschaften. Daneben nahm er weiterhin an verschiedenen Castings für Werbespots und Musicals teil, wo er zwei seiner späteren Bandkollegen Nick Carter und AJ McLean kennenlernte. 1993 waren die Backstreet Boys mit den Cousins Brian Littrell und Kevin Richardson komplett und feierten 1995 ihren internationalen Durchbruch.
Nachdem Doroughs Schwester Caroline Dorough-Cochran 1998 an der Autoimmunkrankheit Lupus gestorben war, gründete er die Dorough Lupus Foundation, kurz DLF, eine Organisation, die durch finanzielle Spenden andere Organisationen und Einzelpersonen unterstützt, die sich der Forschung und Behandlung dieser Krankheit, sowie entsprechender Aufklärungsarbeit gewidmet haben.
Am 8. Dezember 2007 heiratete Dorough seine langjährige Freundin Leigh Boniello. Anfang 2008 wurde bei Howies Vater Hoke Dorough Lungenkrebs diagnostiziert, der bereits Metastasen gestreut hatte. Chemotherapien blieben erfolglos und schwächten ihn nur noch mehr. Am 21. Juni 2008 erlag er einem Gehirntumor. Am 6. Mai 2009 wurden Dorough und seine Frau Eltern eines Sohnes (James Hoke). Am 16. Februar 2013 wurde ihr zweiter Sohn Holden John geboren.

## Diskografie

### Alben
- 2011: Back to Me
- 2012: Live from Toronto
- 2019: Which One Am I

### Singles
- 2011: 100
- 2011: Lie to Me
- 2012: Going Going Gone
- 2019: The Me I’m Meant to Be
- 2019: Monsters In My Head

## Filmografie (Auswahl)
- 2016: Dead 7 – Sie sind schneller als der Tod (Dead 7)